# غو كاو
غو كاو (بالصينية: 顾操) (31 مايو 1988 في الصين - ) هو لاعب كرة قدم صيني في مركز الدفاع. لعب مع شانغهاي غرينلاند شينهوا ونادي هينان جيانيي.

## وصلات خارجية
- غو كاو على موقع قاعدة بيانات كرة القدم.إي يو (الإنجليزية)
- غو كاو على موقع Soccerway.com (الإنجليزية)